# Шмелёв, Владимир Александрович
Владимир Александрович Шмелёв (1913, Казань — 1976, Днепропетровск) — советский партийный и общественный деятель, хозяйственный руководитель, организатор производства. Герой Социалистического Труда (1966).

## Биография
Родился в 1913 году в Казани. В 1930 окончил среднюю школу, после чего работал учителем в сельской местности, а также рабочим на заводе.
В 19 лет поступил на физико-математический факультет Казанского государственного университета. Успешно окончил в университете три курса, однако затем был арестован и осуждён по ложному обвинению в контрреволюционной агитации и пропаганде.
Первоначально отбывал свой срок в одном из исправительно-трудовых лагерей ГУЛАГа в Карелии. 6 июня 1939 года был отправлен по этапу на Колыму, где после пяти месяцев пребывания был неожиданно освобождён. В дальнейшем, как специалист с неоконченным высшим образованием, работал вольнонаёмным статистиком в Северном горно-промышленном управлении.
В 1947 году назначен начальником планово-экономического отдела совхоза «Эльген», а с 1950 года переведён в этой же должности в совхоз «Дукча» (рядом с Магаданом).
После вступления в 1959 году в КПСС, был назначен директором совхоза «Дукча». За несколько лет под его руководством совхоз был преобразован в крупное специализированное птицеводческое предприятие с высокими показателями. За достигнутые результаты в 1966 году ему было присвоено звание Героя Социалистического Труда.
Активно участвовавший в общественной жизни, неоднократно избирался членом Магаданского обкома и горкома КПСС, депутатом Магаданского горсовета. В 1971 году его наградили орденом Октябрьской Революции.
Выйдя в 1972 году на пенсию, уехал жить в Днепропетровск, где и умер в 1976 году.

## Память
В начале 1978 года улица Синегорская в посёлке Дукча переименована в улицу имени В. А. Шмелёва.